# ریور دارت
ریور دارت (به انگلیسی: River Dart) یک رود در بریتانیا است که در دوون واقع شده‌است.
سرآب این رودخانه در دارت موور است و از آنجا یک مسیر ۷۵ کیلومتر (۴۷ مایل) را می‌پیماید تا در دارتموث به دریا بریزد.